# Schistura diminuta
Schistura diminuta és una espècie de peix de la família dels balitòrids i de l'ordre dels cipriniformes.

## Etimologia
El seu nom específic, diminuta, deriva del verb llatí diminuo (trencar en petites peces) i fa referència a la minsa grandària d'aquesta espècie.

## Morfologia
- Fa 2 cm de llargària maxima.
- Boca subterminal, força arquejada i amb els llavis superior i inferior molsuts. El llavi inferior presenta una interrupció mitjana.
- 8 radis tous a l'aleta anal.
- 36-38 vèrtebres.
- Línia lateral incompleta.
- Presenta una taca de color marró fosc al centre de la base de l'aleta caudal i entre 9 i 10 franges irregulars de color marró clar al llarg de la superfície dorsal del cos.
- Aleta caudal bifurcada feblement i amb els extrems dels lòbuls superior i inferior arrodonits. El lòbul inferior és lleugerament més llarg que el superior.
- Bufeta natatòria amb dues obertures laterals.
- Escates petites, cicloides, únicament presents a la meitat posterior del cos, profundament incrustades a la pell i àmpliament separades les unes de les altres.
- Estómac gran i en forma de sac. Intestí recte.
- Sense dimorfisme sexual.[2][4]

## Hàbitat i distribució geogràfica
És un peix d'aigua dolça, demersal i de clima tropical, el qual viu sobre el substrat sorrenc del riu Sekong (la conca del riu Mekong, el nord-est de Cambodja).

## Observacions
És inofensiu per als humans.